# Соколова, Алла Анатольевна
Алла Анатольевна Соколова (род. 16 декабря 1953 года) — учёный, специалист в области общей теории права и социологии права, профессор Европейского гуманитарного университета (до 2005 года — Белоруссия, с 2006 года — Литва), в котором работает начиная с 1994 года.

## Биография
В 1983 году защитила кандидатскую диссертацию «Участие общественных организаций в правотворческой деятельности» в Московском государственном университете.
В 2003 году защитила докторскую диссертацию в Белорусском государственном университете на тему «Социальные аспекты правообразования».
С 1983 года по 1999 являлась доцентом кафедры теории и истории государства и права Белорусского государственного университета.
С 2005 года по февраль 2009 года являлась деканом факультета международного и европейского права Европейского гуманитарного университета. По состоянию на 2011 год является деканом магистерской школы Европейского гуманитарного университета, директором академического департамента права, профессором. Помимо этого, является преподавателем таких предметов как Энциклопедия права, Общая теория права, Социология права, Проблемы теории права.
Стажировалась в школе права в Виланове в США, в Институте конституционной и законодательной политики в Будапеште, в Центральном европейском университете. С 2003 года является членом Европейской ассоциации содействия законодательству.

## Участие в международных проектах
Руководитель образовательных проектов «Европейское право» — Tempus (1995—2001) и «Развитие международного коммерческого права» — Eurasia Foundation (1996). Директор международных летних школ[уточнить]: «Защита прав человека в Европейском публичном праве» (1997), «Сравнительное экономическое право» (1998), «Права меньшинств в конституционном и международном праве» (1999), «Развитие социологии права в трансформирующемся обществе» (2000).
Приняла участие в седьмом конгрессе Европейской ассоциации содействия законодательству «The Learning Legislator» (2006).

## Доклады на международных научных конференциях
- «Проблемы развития общеевропейской законодательной культуры в контексте глобализации»: «Круглый стол» «Правовая система России в условиях глобализации и региональной политики». Институт государства и права РАН, Москва, апрель 2004 г.
- «Научные основы формирования права и вызовы глобализации»: «Круглый стол» «Правотворчество и формирование системы законодательства РФ в условиях глобализации: актуальные проблемы (теория и практика)» Институт государства и права РАН, Москва, 22 мая 2006 г.
- «Проблемы гендерного равноправия в законотворчестве»: «Круглый стол» «Гендерные проблемы современного права России». Институт государства и права РАН, Москва, 16 октября, 2006.
- «Проблемы использования идеи прав человека в культуре белорусского общества» // Urzeczywistnienie idei demokratyzacji I praw czlowieka na Bialorusi. Wydzial Prawa. Uniwersytetu w Bialymstoku. 20.04.2007.
- Субъективный интерес как фактор реализации правового статуса личности и проблемы правообразования: «Правовой статус и правосубъектность лица: теория, история, компаративистика», VIII международная научно-теоретическая конференция. Санкт-Петербург, 14—15 декабря 2007 г.

## Список публикаций
Является автором более 50 публикаций.
- Соколова А. А. Социальные аспекты правообразования: монография. — Мн.: ЕГУ, 2003.
- Соколова А. А. Законодательный процесс: основные понятия и институты: Учебное пособие. — Мн.: ЕГУ, 2003.
- Соколова А. А. Некоторые проблемы современного правопонимания // Право и демократия: Сб. науч. тр. / Бел. гос. ун-т; Редкол.: В. М. Хомич (гл. ред.). — Мн.: Універсіт, 1995.
- Sokolova A. Redevelopment of Legal Education // Managing Economic Transition in Central and Eastern Europe and Central Asia: Col. of Arts. — Brussels, 1996.
- Соколова А. А. Право как средство социальных изменений // Государство и право на рубеже веков: Проблемы теории и истории: Сб. ст. / Институт государства и права РАН. — М., 2001.
- Соколова А. А. Механизм согласования интересов в процессе формирования права // Право и демократия: Сб. науч. тр. / Редкол.: В. Н. Бибило (отв. ред.) и др. — Мн.: БГУ, 2003. — Вып 14.
- Соколова А. А. Социальные функции права: Новые подходы // Право и демократия: Сб. науч. трудов / Отв. ред. В. Н. Бибило. — Мн.: БГУ, 2002. — Вып. 13.
- Соколова А. А. Социолого-правовой статус понятия «нормотворчество» // Научные труды Российской академии юридических наук. — М.: Издательская группа «Юрист», 2003. — Вып. 3.
- Соколова А. А. Проблемы оптимизации нормотворческого процесса в Республике Беларусь //Законотворчество, 2004, № 2.
- Соколова А. А. Проблемы участия общественных организаций в процессе принятия решений // Европейские стандарты в области свободы объединений: Сб. науч. тр. — Мн.: Тесей, 2004.
- Соколова А. А. Социальные аспекты понятия «Правообразование» // Государство и право, 2004, № 7.
- Соколова А. А. Проблемы развития общеевропейской законодательной культуры в контексте глобализации //Правовая система России в условиях глобализации: Сборник материалов «круглого стола» / Под ред. Н. П. Колдаевой, Е. Г. Лукьяновой. — М.: «Ось-89», 2005.
- Проблемы развития общеевропейской законодательной культуры в контексте глобализации //Правовая система России в условиях глобализации: Сборник материалов «круглого стола» / Под ред. Н. П. Колдаевой, Е. Г. Лукьяновой. — М.: «Ось-89», 2005.
- Проблемы гендерного равноправия в законотворчестве // Правовые проблемы гендерного равенства в России: философия, социология, юридическая техника (Обзор материалов «круглого столп»). В журнале: Государство и право, 2007, № 9, С.116-117. SSN: 0132-0769
- Соколова А. А. Субъективный интерес как фактор реализации правового статуса личности и проблемы правообразования // Правовой статус и правосубъектность лица: теория, история, компаративистика: Материалы VIII международной научно-теоретической конференции. Санкт-Петербург, 14—15 декабря 2007 г. / Под общ. ред. Р. А. Ромашова, Н. С. Нижник: В 2 ч. Ч.II. СПб.: Санкт-Петербургский университет МВД России, 2007. ISBN 978-5-94856-360-2